# Daphniphyllum macropodum
Daphniphyllum macropodum là một loài thực vật có hoa trong họ Daphniphyllaceae. Loài này được Miq. miêu tả khoa học đầu tiên năm 1867.